# Афрасиаб (правитель)

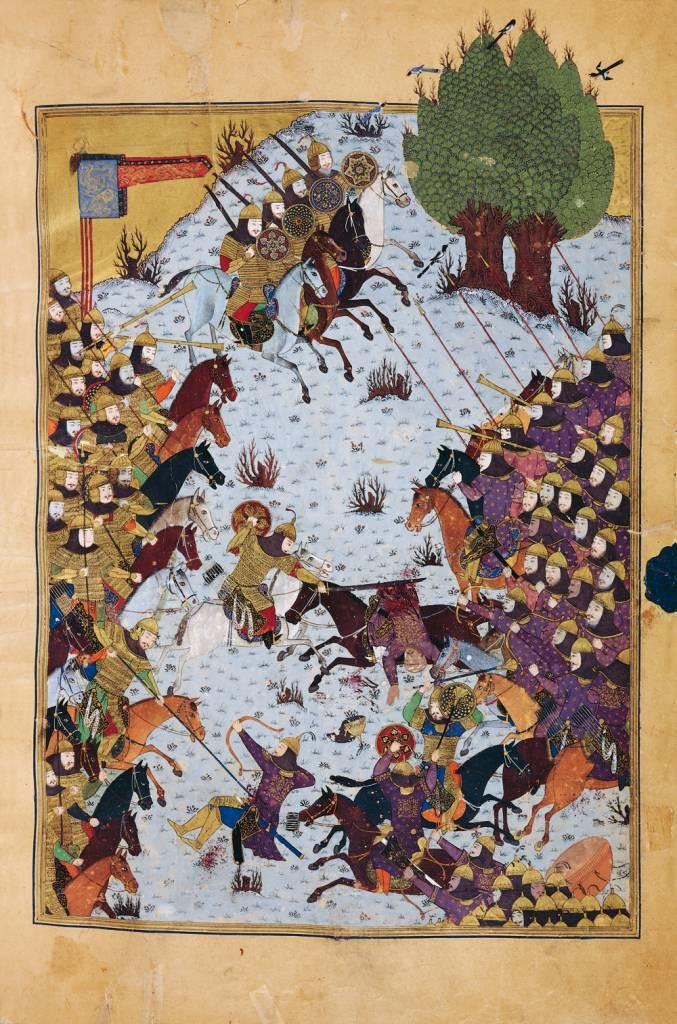
Противостоящие армии Ирана (возглавляемая Кей-Хосровом) и Турана (под командованием Афрасиаба), миниатюра, нарисованная по приказу тимурида Байсункура

Афрасиа́б (авест. Fraŋrasyan; пехл. Frāsiyāv, Frāsiyāk, Frangrāsyāk; перс. افراسياب‎ [Afrāsiyāb], тадж. Афросиёб) — в иранской мифологии и средниазиатских легендах легендарный царь Турана, правитель туранцев — древних кочевых и полукочевых иранских народов Центральной Азии. Является главным антагонистом персидского эпоса «Шахнаме», написанного Фирдоуси. Современные источники идентифицируют с мидийским царем Астиагом.

## В иранской мифологии
В Авесте Афрасиаб, именуемый Франграсйаном (авест. Fraŋrasyan), пытался завладеть Хварной и просить Ардвисуру Анахиту помочь ему. Но та отказывает в его просьбе (Яшт V). Он трижды нырял на дно океана Ворукаша, чтобы поймать Хварну, но безуспешно (Яшт XIX).
Согласно среднеперсидским и исламским источникам, Афрасиаб был потомком Тура (авест. Tūriya-), среднего сына мифического царя Ирана Фаридуна (старшим был Салм (авест. Sairima), младшим — Эрадж (авест. Airya)). В «Бундахишне» его род возведён к Туру через семь поколений. В авестийской традиции его имя чаще всего упоминается с эпитетом mairya-, что означает «обманчивый, коварный».

## В персидской литературе

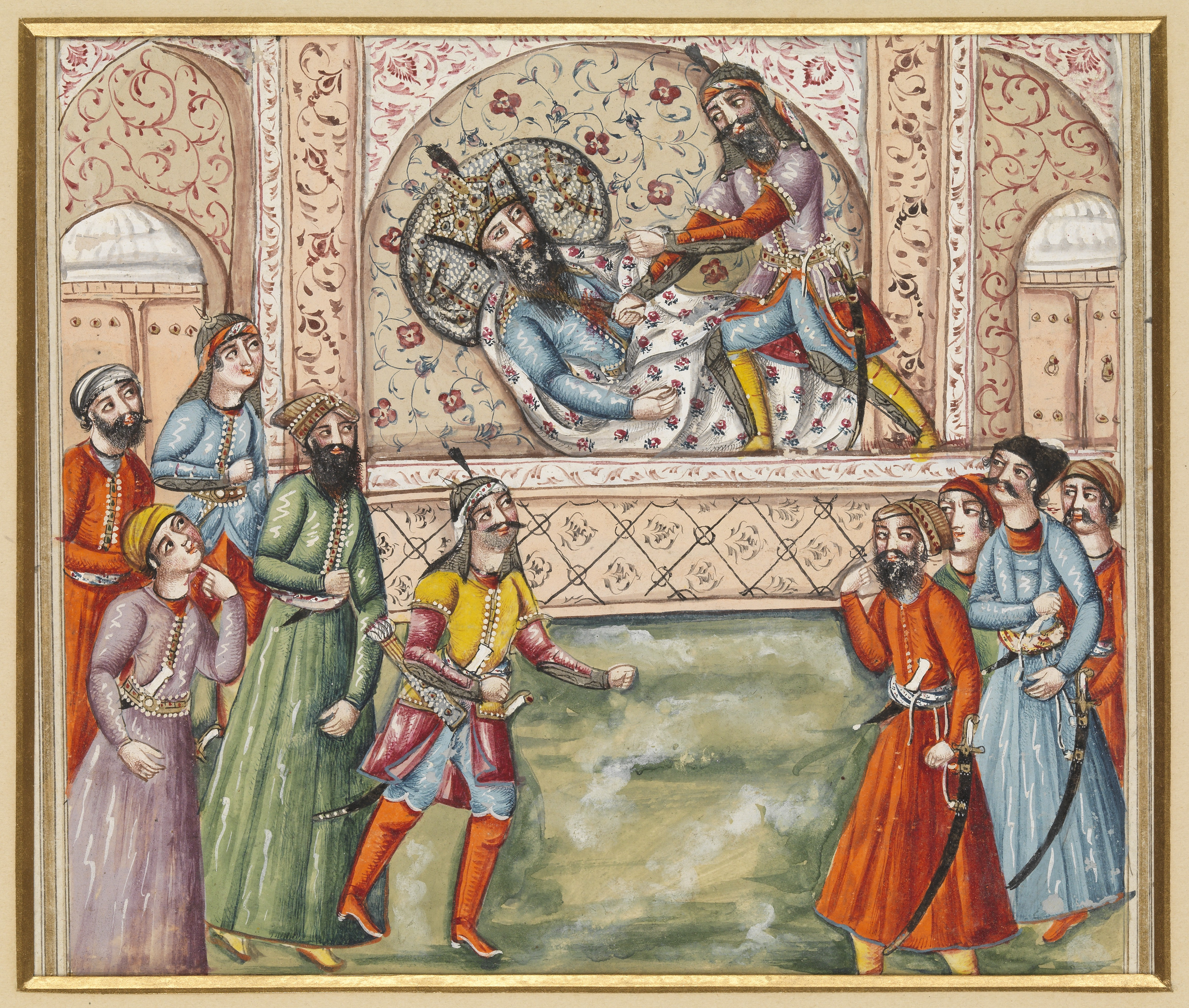
Сцена из Шахнаме. Афрасиаб (стоящая фигура) казнит Новзара (лежащего).

В «Шахнаме» Абулькасима Фирдоуси Афрасиаб (перс. افراسياب‎ (Afrāsiyāb) — сын Пашанга, происходит из рода Тура — старшего сына Фаридуна, который коварно убил Эраджа — своего сводного брата и родоначальника оседлых иранцев, и был за это убит внуком Эраджа Манучехром. Это послужило поводом к началу войны туранцев против иранцев.
С воцарением в Иране легендарной династии Кейянидов борьбу кочевников-туранцев возглавляет Афрасиаб — злой царь-колдун, выступающий как мститель за погибшего Тура. Устроив разбойный налёт на Иран, Афрасиаб убивает Новзара (авест. Naoθara) одного из Пишдадидских царей (предшественников династии Кейянидов) и пленит иранских богатырей. Их спасают из плена с помощью добродетельного брата Афрасиаба — Агрераса (авест. Aγraēraθa), за что Афрасиаб казнит его. Иранцам удается изгнать войска Афрасиаба и установить временный мир, но борьба продолжается и далее из-за коварства Афрасиаба.
Со стороны иранцев эту борьбу возглавляет Рустам, сам ставший жертвой коварства Афрасиаба. Охотясь во владениях вассала Афрасиаба — саманганского царя, Рустам влюбляется в его дочь Тахмину, у которой от Рустама после его отъезда рождается прекрасный богатырь Сухраб. После достижения совершеннолетия Сухраб начинает служить Афрасиабу. Скрыв от Сухраба имя его отца, Афрасиаб посылает его на единоборство с Рустамом, и Сухраб гибнет от руки отца, опознавшего его слишком поздно.
Подобная же судьба постигает и сына иранского шаха Сиявуша (авест. Syāvaršan), рождённого от дочери другого брата Афрасиаба — злодея Гарсиваза (авест. Karsēvaz). Оскорблённый отцом, Сиявуш уезжает к Афрасиабу. Тот встречает его сначала ласково, выдает за него свою дочь Фарангис и поручает управление подвассальной областью, но затем коварно, с помощью подосланного убийцы уничтожает его. Это служит поводом к новой войне с иранцами, мстящими за гибель Сиявуша.
Сын Сиявуша, праведный шах Ирана Кай Хосров (авест. Kavi Husravah), вместе с Рустамом доводит эту войну до победного конца. Афрасиаб пытается скрыться после поражения в водах озера Заранг, но выходит на крики своего брата Гарсиваза, которого избивают иранцы. Отшельник Хум убивает Афрасиаба. Добродетельный Кай Хосров освобождает из плена сына Афрасиаба Джахну, передаёт ему трон отца и устанавливает мир между Ираном и Тураном.
Миф о борьбе предводителя туранцев Афрасиаба против иранцев отражает реально-исторические набеги кочевых иранских (а позже тюркских) племён на поселения иранских земледельческих общин.

## Тождество с Парсондом и с царем эфталитов
Эрнст Герцфельд полагал, что имя Парсонда этимологически идентично имени Афрасиаба. Табари в своих работах упоминает производное Афрасиаб / Аспандиат под названием эфталитского царя Ахшунвара или Ахшунваза. О городе Ганзаке, также упоминаемом в «Городах Ирана», говорится, что построил его туранец Афрасияб, В этой легенде об основании Ганзака отражено древнеиранское предание, засвидетельствованное в Яштах Авесты, и часто повторяемое в сасанидской литературе, где туранец Франграсийан (Афрасияб) погибает от руки Кей-Хосрова близ глубоководного озера Чайчаста.

## В средневековой историко-географической литературе
По данным персидского историка Ибн Джарир ат-Табари (839-923), по преданиям Кей-Кавус женился на дочери царя тюрок Фрасиата. Фрасият является искажением имени Фрасияб (иногда пишется Афрасиаб), которое, в свою очередь, является поздней производной от древнего имени Франграсян.
Мыслитель, географ и этнограф Абу Рейхан Бируни (973-1048) считал Афрасияба тюрком хотя современные ученые это отрицают.Тюркский филолог Махмуд Кашгари в XI веке приводил стихи, оплакивающих смерть тюркского героя Алп-Эр-Тонга, который он отождествлял с Афрасиабом  По мнение Абакумова А.Б туранцы не тюрки.
Тюркский правитель Делийского султаната – Гийас-ад-дин Балбан (1265—1287) связывал свою родословную с мифическим Афрасиабом считая его «тюрком».
По мнению историка XVI века Мирза Мухаммад Хайдара «с древних  времен султаны Кашгара были [выходцами] из рода Афрасийаба — тюрка, которого моголы называют Буга ханом... Что касается могил Кашгара, то первой из них [по древности] является [могила] Сатук Бугра хана, из рода Афрасийаба...» По мнению некоторых иранистов туранцы были ираноязычные народы

## Мнение современных учёных
Как отмечал специалист по истории Караханидов Б. Д. Кочнев, сами Караханиды причисляли себя к потомкам легендарного царя Турана — Афрасиаба и свою династию именовали «ал-Афрасиаб» — род Афрасиаба. Описывая события XI-XII вв. В.Бартольд отмечает, что в Мавераннахре господствовал «дом Афрасиаба», то есть Караханиды.
Как отмечают доктора исторических наук С.Г. Кляшторный и Д.Г. Савинов «карлуки создали новую династию Табгачханов, возвели ее происхождение к «дому Афрасиаба», легендарного царя Турана»
В течение X века Афрасиаб воспринимался как вождь (прародитель) тюркских племен, и произошло слияние представления о древнем ираноязычном туранском диалекте и тюрках. Генеалогическая связь с Афрасиабом распространяется на многие правящие династии Средней Сырдарьи, включая Караханидов и Сельджукидов.
Бартольд В. В. отвергал в своих трудах тюркское происхождение Афрасиаба и отмечал следующее:
Известно, что на самих персов персидский эпос имел большое влияние; в нем говорится о борьбе с турами; это была древнейшая борьба между иранцами и их соседями в Средней Азии, и в качестве предводителя туров выставляется герой, который носит чисто иранское имя Афрасиаба. Tюрки приняли это предание, и династия их ханов, которые покорили Туркестан, стала пазывать себя потомками Афрасиаба. Насколько туземные предания были забыты, видно из того, что уже очень скоро, в Хl в., мы имеем свидетельство Махмуда Кашгарского, который приводит стих с именем героя Тюнге и в своем переводе заменяет это имя именем Афрасиаб; при этом уже утрачена память о кочевом быте и мы не видим имени того народа, из которого вышла эта династия.
Также он пишет о туранцах: «...это название встречается в Авесте, и предполагают, что эта другая ветвь арийского народа, менее культурная. Между этими двумя народами, ариями и турами, была вражда и затем, когда Туркестанпопал к VI в. под владычество турок, то эти два слова сблизились,-и название Туран стало относиться к туркам, к которым оно не относилось первоначально». Такая же тюркизация произошла и с древнеиранским мифом об Афрасиябе — авестийском правителе Турана.
Дьяконов И. М. отмечал что, Туран был одним из кочевых иранских племен, упомянутых в Авесте. Однако в позднейшей иранской традиции термин Туран стал ассоциироваться ввиду переселения тюркских племен в центральную Азию с тюркоязычными племенами.
"Авеста", священная книга древних иранцев, называет часть кочевников-скотоводов, ушедшую далеко на восток, "турами с быстрыми конями", повествует об их набегах и войнах с оседлыми иранцами, рассказывает об их предводителе — "могучем Туре  Франграсйане", владыке Турана. Историки давно установили, что авестийские туры в персидских источниках именуются саками, а в древнегреческих — скифами. Важно также то, что Авеста подчеркивает родство между тремя частями ираноязычного этноса, происхождение которого возводится к общему родоначальнику Траэтаоне. У него было три сына — Тура (прародитель туранцев), Сайрима (прародитель савроматов), Арья (прародитель ариев). Эта легенда повторяется в "Шахнаме" Фирдоуси: Фаридун (авестийский Траэтаона) делит мир между тремя сыновьями — Туром, Салмом, Эраджем. Туру, говорится в "Шахнаме", он дал туранскую землю (туран земин), сделав его главой торков (торкан) и Китая. Об ираноязычности туров говорят и их личные имена — антропонимы, зафиксированные в "Шахнаме". Это прежде всего царь Турана Афрасиаб (авестийский Франгасйан), его дядя Виса (авест. Ваэсака), братья Гарсиваз (авест. Карасавазда), Агрирас (Агхраратха), туранские витязи Арджасп (Арджадаспа), Лаххак (Лавахак), Фаршидвард (Фрашхамварата) и многие другие. Если судить по сведениям "Авесты" и ранних сюжетов "Шахнаме", а её "богатырская часть" охватывает период 782—50 гг. до н.э., борьба между Ираном и Тураном была борьбой между кочевыми племенами скотоводов, с одной стороны, и оседлыми земледельцами, с другой. Земледельцы в "Авесте” представлены как положительные герои, кочевники — как отрицательные. Но и те и другие ираноязычны.
На основе изучения сведений из сочинений Махмуда Кашгари и Юсуфа Баласагуни, некоторые современные исследователи отмечают, что Афрасиаб правитель Турана, также называется Алп Эртунга, именуемый в других источниках Тонга Алп Эр. Махмуд Кашгари, писал: царь Афрасиаб, вождь тюрков, носил титул «Тунга Алп Эр». Караханидский поэт Юсуф Хас-Хаджиб в своем «Кутадгу Билиг» описывает Афрасиаба восторженными словами и называет его Тонга Алп Эр... Иранцы называют его Афрасиабом".